# Endothenia limata
Endothenia limata es una especie de polilla del género Endothenia, categorizada en la tribu Olethreutini, de la subfamilia Olethreutinae.

## Distribución
Se distribuye por Rusia.

## Taxonomía
Fue descrita por Falkovitsh en 1962 y publicada en (Endothenia), Trud. Inst. Zool. Leningrad 30: 362.